# Франц Вилхелм I фон Хоенемс
Франц Вилхелм I фон Хоенемс (на немски: Franz Wilhelm I. von Hohenems; * пр. 9 януари 1628, Ензисхайм, Елзас; † 19 септември 1662, Кур в Швейцария) е граф от стария род Хоенемс във Вадуц и Шеленберг между Австрия и Швейцария.

## Живот
Той е син на Якоб Ханибал II фон Хоенемс (* 20 март 1595; † 10 април 1646), граф на Хоенемс във Вадуц, Шеленберг и Хоенемс, и втората му съпруга принцеса Франциска Катарина фон Хоенцолерн-Хехинген (* ок 1601; † 16 юни 1665), дъщеря на 1. княз Йохан Георг I фон Хоенцолерн-Хехинген (1577 – 1623) и графиня Франциска фон Залм-Ньофвил († 1619). Внук е на имперски граф Каспар фон Хоенемс (1573 – 1640) и фрайин Елеонора Филипина фон Велшперг и Примьор (1573 – 1614).
От 1637 до 1640 г. Франц Вилхелм I фон Хоенемс заедно с по-големият му брат Карл Фридрих фон Хоенемс (1622 – 1675) живеят в Инсбрук. След смъртта на баща им на 10 април 1646 г. двамата братя поемат управлението на наследените територии. На 9 април 1647 г. император Фердинанд III признава всичките им привилегии и собствености.
От 1648 до 1651 г. двамата братя провеждат процеси за вещиците в днешен Лихтенщайн. Братята живеят охолно, строят множество сгради и така получават големи задължения. Затова те продават през 1654 г. графството Галарате на Висконтите. През същата година те разделят останалата територия. Карл Фридрих става владетел на графството Хоенемс, а Франц Вилхелм I става владетел на господството над Шелленберг и Вадуц.
Заедно със съпругата му Елеонора Катарина той подарява през 1656 г. един олтар за капелата „Св. Мария“ в Тризен.
Франц Вилхелм I води строг режим над своето население. Той увеличава данъците, населението обеднява. Също той изпраща войници за испанската корона. През 1662 г. чиновниците му се оплакват при императора.
Франц Вилхелм I фон Хоенемс умира на ок. 34 години на 19 септември 1662 г. в Кур.
След ранната му смърт император Леополд I дава регентството на съпругата му и на брат му Карл Фридрих фон Хоенемс (1622 – 1675).

## Фамилия
Франц Вилхелм I фон Хоенемс се жени на 14 февруари 1649 г. за графиня Катарина Елеонора фон Фюрстенберг (* 1630; † 15 февруари 1676, Вадуц), дъщеря на граф Вратислав I фон Фюрстенберг (1584 – 1631) и контеса Лавиния Мария Текла Гонзага ди Новелара (1607 – 1639). Те имат пет деца:
- Мария Франциска фон Хоенемс (* 1650; † 10 февруари 1705), омъжена на 29 септември 1670 г. за граф Фердинанд Леополд Франц фон Енкевойрт, господар на Графенег († 1710)
- Фердинанд Карл Франц фон Хоенемс (* 29 декември 1650; † 18 февруари 1686, Кауфбойрен), поема сам управлението във Вадуц и Шеленберг и прахосва богатството. На 22 юни 1684 г. графът е свален, арестуван и осъден да върне ограбеното на жертвите си и остава затворен до края на живота си; женен на 1 юли 1674 г. за графиня Мария Якоба Евзебия фон Валдбург-Волфег (* 15 ноември 1645; † 5 септември 1693)
- Мария Анна фон Хоенемс (* 1652; † 7 септември 1715), омъжена на 21 април 1681 г. за граф Йохан Георг фон Оперсдорф, († 23 ноември 1693)
- Якоб Ханибал III Фридрих фон Хоенемс (* 7 март 1653; † 12 август 1730, Виена), женен 1676 г. за фрайин Амилия фон Шауенщайн (* 1652; † 20 април 1734)
- Франц Вилхелм II фон Хоенемс (* 1654; † 27 август 1691, Петервардайн в днешна Сърбия), женен на 3 април 1691 г. за принцеса Луиза Йозефа фон и цу Лихтенщайн (* 13 февруари 1670; † 29 август 1736)